# NGC 5032
NGC 5032 је спирална галаксија у сазвежђу Береникина коса која се налази на NGC листи објеката дубоког неба.
Деклинација објекта је + 27° 48' 4" а ректасцензија 13h 13m 27,0s. Привидна величина (магнитуда) објекта NGC 5032 износи 12,8 а фотографска магнитуда 13,6. NGC 5032 је још познат и под ознакама NGC 5032A, UGC 8300, MCG 5-31-160, CGCG 160-166, KCPG 366B, PGC 45947.